# 58714 Boya
58714 Boya este o planetă minoră (asteroid) din centura de asteroizi. A fost descoperită pe 16 februarie 1998 la Xinglong Station⁠(d) de Beijing Schmidt CCD Asteroid Program⁠(d). 
Obiectul prezintă o orbită caracterizată de o semiaxă mare de 2,3535329256323 UAi, o excentricitate de 0,19875487573929, o înclinație de 7,5507015794817 ° în raport cu ecliptica.